# Cyclocephala seditiosa
Cyclocephala seditiosa är en skalbaggsart som beskrevs av Leconte 1863. Cyclocephala seditiosa ingår i släktet Cyclocephala och familjen Dynastidae. Inga underarter finns listade i Catalogue of Life.